# National Rugby League 1971
La New South Wales Rugby Football League de 1971 fue la 64.ª edición del torneo de rugby league más importante de Australia.

## Formato
Los clubes se enfrentaron en una fase regular de todos contra todos, los cuatro equipos mejor ubicados al terminar esta fase clasificaron a la postemporada.
Se otorgaron 2 puntos por el triunfo, 1 por el empate y ninguno por la derrota.

## Desarrollo

### Tabla de posiciones
| Pos. | Equipo                        | Encuentros | Encuentros | Encuentros | Encuentros | Tantos | Tantos | Tantos | Puntos |
| Pos. | Equipo                        | PJ         | PG         | PE         | PP         | F      | C      | Dif    | Puntos |
| ---- | ----------------------------- | ---------- | ---------- | ---------- | ---------- | ------ | ------ | ------ | ------ |
| 1    | Manly-Warringah Sea Eagles    | 22         | 19         | 0          | 3          | 528    | 260    | +268   | 38     |
| 2    | South Sydney Rabbitohs        | 22         | 17         | 0          | 5          | 499    | 308    | +191   | 34     |
| 3    | St. George Dragons            | 22         | 15         | 1          | 6          | 392    | 283    | +109   | 31     |
| 4    | Parramatta Eels               | 22         | 12         | 0          | 10         | 383    | 355    | +28    | 24     |
| 5    | Balmain Tigers                | 22         | 11         | 0          | 11         | 366    | 398    | -32    | 22     |
| 6    | Canterbury-Bankstown Bulldogs | 22         | 11         | 0          | 11         | 355    | 422    | -87    | 22     |
| 7    | Cronulla-Sutherland Sharks    | 22         | 10         | 0          | 12         | 352    | 310    | +42    | 20     |
| 8    | Penrith Panthers              | 22         | 10         | 0          | 12         | 283    | 372    | -89    | 20     |
| 9    | Eastern Suburbs               | 22         | 9          | 1          | 12         | 344    | 339    | +5     | 19     |
| 10   | Newtown Jets                  | 22         | 7          | 1          | 14         | 282    | 401    | -119   | 15     |
| 11   | North Sydney Bears            | 22         | 5          | 1          | 16         | 265    | 446    | -181   | 11     |
| 12   | Western Suburbs Magpies       | 22         | 4          | 0          | 18         | 336    | 471    | -135   | 8      |

|  | Postemporada. |

### Postemporada

#### Semifinales
| 28 de agosto | St. George Dragons | 19 - 8 | Parramatta Eels |  |  |

| 4 de septiembre | Manly-Warringah Sea Eagles | 13 - 19 | South Sydney Rabbitohs |  |  |

#### Final preliminar
| 11 de septiembre | Manly-Warringah Sea Eagles | 12 - 15 | St. George Dragons |  |  |

#### Final
| 18 de septiembre | South Sydney Rabbitohs | 16 - 10 | St. George Dragons | Sydney Cricket Ground, Sídney   |  |
|                  |                        |         |                    | Asistencia: 62.838 espectadores |  |

| Bandera de Australia           |
| Campeón South Sydney Rabbitohs |
| Vigésimo título                |